# Nana Sahib (verzetsleider)

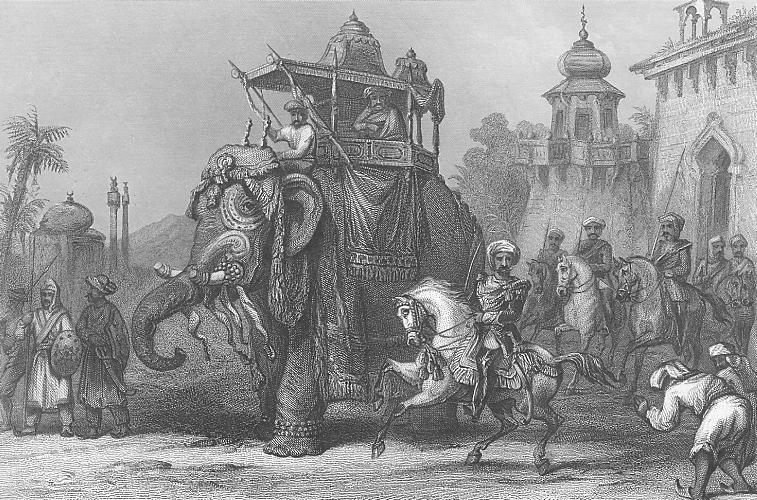
Nana Sahib en zijn escorte trekken vanuit Lucknow naar Malwa, de opstandelingen tegemoet. Anonieme staalgravure, London Printing and Publishing Co.

Nana Sahib, ook wel Naina of Nena Sahib, (Dhondu Pant 1793 - ?) was een leider van de Indiase opstand van 1857 tegen de Britten.
Nana Sahib was de zoon van een brahmaan uit de Deccan, en een adoptiezoon van Baji Rao II (1796-1818), de verbannen peshwa van het door de Britten onderworpen Maratharijk. In 1851 beëindigde de Britse Oost-Indische Compagnie uitbetaling van het pensioen aan Nana Sahib, om de reden dat hij geen werkelijke zoon van de peshwa was. Dit maakte van Nana Sahib een tegenstander van het Britse koloniale gezag. Hij leefde als een vorst in zijn residentie in Bhitoor.
Na de uitbraak van de opstand in 1857 nam hij het bevel over de opstandelingen in het centrale deel van Hindoestan rond de stad Kanpur op zich. Hij was verantwoordelijk voor het laten executeren van Britse gevangenen, waaronder vrouwen en kinderen. Na de herovering van Kanpur door Britse troepen in juli 1857 verdween van Nana Sahib elk spoor. Mogelijk vluchtte hij naar Nepal.